# Juan de Torres (músico)
Juan de Torres Rocha (Sigüenza: 2835 , antes de 1596 - Salamanca, 6 de agosto de 1679) fue un compositor y maestro de capilla español.

## ¿Un maestro o varios?
Siendo «Juan de Torres» un nombre tan común, resulta difícil distinguir si los diferentes maestros de capilla con este nombre que aparecen en diversas iglesias y catedrales son la misma persona o varias diferentes. Así, Antonio Ezquerro Esteban en el Diccionario de la Música Española e Hispanoamericana propone la existencia de tres maestros de ese nombre, aunque tampoco plantea una solución definitiva. En la edición crítica del Cancionero de la Sablonara, The Cancionero de la Sablonara, Judith Etzion considera probable que sean cuatro los compositores de ese nombre. Robert Stevenson en su corta biografía en el The New Grove, al igual que Joaquín Pena e Higinio Anglés, en el Diccionario de la música Labor, Barbieri en Biografías y documentos sobre música y músicos españoles y  Saldoni en el Diccionario biográfico de efemérides de músicos españoles, plantean la multiplicidad de maestros, pero sin profundizar o llegar a una conclusión definitiva. Incluso Pedro Calahorra en su La música en Zaragoza en los siglos XVI y XVII. Polifonistas y ministriles habla de la existencia de dos compositores del mismo nombre.
Incluso en la Catedral de Salamanca, donde el maestro de capilla «Juan de Torres» está mejor documentado, inicialmente se clasificaron las composiciones de «Juan de Torres» y de «Juan de Torres Rocha» como de dos autores distintos. El criterio se modificó posteriormente, al considerar que los diferentes nombres son de la misma persona, simplemente incluyendo o eliminando el segundo apellido.

## Vida
Hay noticias de un Juan de Torres como maestro de capilla de la Catedral de Alcalá de Henares entre 1636 y 1640.
También hay una mención de cuatro villancicos y un motete de Cuaresma de un «Ioão de Torres» en el índice de 1649 de la desaparecida biblioteca de Juan IV de Portugal, lo que podría indicar un origen o una fuerte vinculación con Portugal, sobre todo teniendo en cuenta que en Zaragoza sucedió a Manuel Correa, maestro portugués.
Posteriormente se le localiza como maestro de capilla de la Catedral de Plasencia, cargo para el que fue nombrado en 1644.

### Magisterio en Zaragoza
Tras el fallecimiento del maestro Manuel Correa en julio de 1653, el cabildo de la Catedral de Zaragoza comenzó la búsqueda de un sucesor adecuado. Luis Bernardo Jalón, maestro de la Catedral de Sevilla, mostró su interés por la plaza. El cabildo decidió consultar a Fernando de Sada en Madrid sobre ese maestro y el de Plasencia, que tenía gran fama:

Los días pasados se recibió una carta del Maestro de Capilla de Sevilla, Luis Bernardo Jalón, en que dice que desea saber qué es lo que damos al Maestro de Capilla, que él deseaba venir por acá, como había sabido la muerte del Maestro Correa, que era el de más opinión que tenía España; resolvió el Cabildo que se escribiese al señor don Fernando de Sada, a Madrid, que también había escrito de otro que está en Plasencia, que es de los que más opinión tienen por allá, para que hiciese informe de la opinión que tendría el Maestro de Sevilla y que si era buena se avisase que se le daría doscientos escudos en plata y una ración que vale otros doscientos, que las fiestas valen más de cien ducados, y la Iglesia ha resuelto se den doscientos escudos por salario y una ración a ese, u otro que fuere de los mejores de Castilla, y así, que si ese no venía, viese si el de Plasencia u otro que fuese de su satisfacción, gustaba venir.
Actas capitulares de la Catedral de Zaragoza, 10 de octubre de 1653

La respuesta de Madrid llegó un mes más tarde:

También escribió el señor don Fernando que tenía noticias y relación que Juan de Torres, Maestro de Capilla en Plasencia, era el Maestro de más crédito que tenía Capilla y que Jalón, el Maestro de Sevilla que había escrito al Cabildo, es hombre ya de edad y de poca salud y que su música no era de tanto gusto como la de Torres, y que Jalón no vendría por los cuatrocientos escudos que la Iglesia señalaba de salario, habiendo dado a Correa 500 escudos, que tenía noticia que vendría Juan de Torres por los 400 escudos y así que parecía al Cabildo con estas propuestas y noticias, trataría de Juan de Torres. Resolvió el Cabildo que siendo tales las noticias que daban de
Jalón, que parecía  mejor viniese Juan de Torres, y así se le escribió al señor don Fernando.
Actas capitulares de la Catedral de Zaragoza, 1 de noviembre de 1653

Se llegó a un acuerdo con Juan de Torres por un salario de 2000 reales y el hacia el 22 de noviembre de 1653 «la Iglesia le admitió para el magisterio y ordenó que se le escribiese y que por estar tan cerca de las Navidades enviase, si le era posible, algunos villancicos.»
No hay más noticias en las actas sobre el maestro. En 1654 solo se menciona «que se multen los cantores por la falta  que hicieron en la Misa que se celebró el día de la Purificación» y «que se cobren los papeles de música que tiene esparcidos entre los cantores», referencia a un incidente desconocido que quizás tuviese relación con Torres. Ezquerro especula con que el maestro ni siquiera llegara a tomar posesión del cargo o que lo ocupase muy brevemente. La cuestión es que a principios de 1565 ya no estaba en el cargo en La Seo.

### Magisterio en Salamanca
Tras el fallecimiento del maestro Andrés Barea en 1653, el cabildo de la Catedral de Salamanca tuvo grandes dificultades para encontrar a un maestro de capilla de la calidad adecuada para el puesto. Las responsabilidades habían pasado al racionero Francisco de Valderrama de forma interina. Diego de Pontac, en ese momento maestro de capilla de la metropolitana de Valencia, se ofreció a volver al cargo en Salamanca, pero la propuesta no interesó o no se llegó a un acuerdo. El cabildo decidió convocar unas oposiciones, a las que se presentaron Manuel Carrasco, que aparece como maestro de Badajoz, aunque ya no lo era; y Gregorio López, que se presentó como maestro de Osma, aunque nunca llegó a tomar posesión del cargo. Se llamó a un tercer maestro de capilla que no es nombrado y que ejercía en el convento de San Francisco de Salamanca. 
Jueces serían el citado racionero Francisco de Valderrama, Juan Berjón de la Ración, racionero contralto de la catedral y catedrático de música de la Universidad de Salamanca. Los tres candidatos fueron rechazados por no ser «a propósito».
A principios de septiembre, el maestro de capilla del Real Convento de la Encarnación en Madrid, Juan Pérez Roldán, ofreció sus servicios, pero no se llegó a un acuerdo económico. En noviembre el cabildo se interesó por el maestro de capilla de Tarazona, José Ruiz Samaniego, pero los informes recibidos debieron ser negativos, ya que no vuelve a mencionársele. Con el paso del tiempo, en enero de 1654 se hizo una contraoferta a Juan Pérez Roldán, que la rechazó, «diçe no se acomoda a venir a esta Santa Yglesia si no se le da voto».
El desorden y descontrol en la capilla aumenta claramente, llegando a desaparecer libros de música e incluso el inventario. En mayo el maestro de capilla de la Catedral de Teruel, Miguel Tello, se presentó en Salamanca para ser examinado por Fernando de Herrera, el organista de la Catedral de Salamanca. Tello también fue rechazado, «que no le hallaba sufiçiente para dicho officio.»
El 20 de julio de 1654 se tienen noticias por primera vez de Juan de Torres, aunque sin nombrarlo.

[...] un gran Maestro de Capilla que se vendra a esta Santa Yglesia si se le hiçieren competentes partidos, que ay çerteça de su sufiçiençia, y que no le nombra por habersele dado este orden, solo ay un reparo que el tal Maestro es casado y que sobre estas calidades el Cabildo vea y confiera lo que fuere servido. El Cabildo lo confirio y voto in voçe y por mayor parte acordo que respecto del buen informe y notiçias que el dicho señor Arcediano á tenido, se lleve este negoçio a la junta de señores Seises, y alli se vea el nombre que se le pone a sus gajes y partido y como y en que forma los á de ganar y residir a causa de ser casado, viendose para ello los exemplares que hubiere en los registros antiguos y se trayga al Cabildo la resoluçion, y ajustandose a ella, sea reçivido el dicho Maestro desde luego sin que venga a ser oydo.
Actas capitulares de la Catedral de Salamanca, 20 de julio de 1654

Una vez aceptado el sueldo de cuatro mil reales o cuatrocientos ducados, que Torres estuviese casado —por segunda vez ya— y que se examinaría a sus hijos para el puesto de medio racioneros de voz tenor, Juan de Torres aceptó el cargo de libre designación del cabildo, al que se incorporaría en octubre de ses año 1655. Tras los exámenes, los hijos, el licenciado Francisco Manuel de Castellanos y su hermano Juan de Torres, fueron aceptados con un sueldo de 50 ducados cada uno. Juan Torres hijo se vio envuelto en un escándalo en febrero de 1658, cuando abofeteó al capellán Antonio Ramos durante la «misa del obsipo». El caso llevó a su expulsión —más tarde se descubrió que el capellán era una persona difícil que maltrataba a sus padres. El hermano, Francisco Manuel de Castellanos, se despidió en dirección al Monasterio de la Encarnación de Madrid en 1659. En las actas aparece posteriormente un cantor de nombre Juan de Torres Rocha, que no se sabe si es un tercer hijo o si se trata del anterior Juan que fue perdonado y readmitido. Es también la primera vez que aparece el segundo apellido «Rocha».
Torres tuvo diversas dificultades en su cargo, comenzando con la inestabilidad en que había quedado la capilla tras tanto tiempo sin maestro. Si como compositor pronto pudo demostrar su buena labor, como regidor de la capilla parece que no era capaz de mantener la disciplina, ya que en 1655 tuvo que solicitar ayuda al cabildo: «supplico se sirbiese de mandar que los señores Racioneros Musicos y demas de la Capilla estubieren sujetos en cuanto tocase a musica, a su merçed cantando el papel que les diese y lo demas que se ofreçiere [...]». En 1656 parece que todavía seguían los problemas con el coro, del que algunos mozos eran analfabetos y otros poco dotados para el cante. La apreciación por su música también fue en descenso, ya que en 1656 se emplearon composiciones de Sebastian de Vibanco en la Semana Santa. Los problemas continuaron en 1657 y 58. A pesar de que los problemas no eran todos culpa de Torres, en 1659 fue multado por primera vez: se le daría la mitad de su salario a Francisco de Valderrama, racionero de la catedral, para que instruyese a los mozos del coro.

[...] Y que de los çien ducados que tiene de salario en la fabrica se le quiten los çinquenta, y estos se den a otra persona qual el Cabildo eligiere y nombráse, para enseñar el canto y buenas costumbres y cortesia a los moços de choro. Pues el dicho señor Maestro a faltado a ello, siendo tan de su obligacion y los otros çinquenta ducados se le queden al dicho señor Maestro y se le adbierta trate de buscar buenas letras, y travajar haçiendo nuebos tonos para los villançicos, y demas fiestas [...]
Actas capitulares de la Catedral de Salamanca, 8 de agosto de 1659

El aprecio por sus dotes como compositor también fueron en descenso y en 1661 se le llegó a acusar de plagio, «que el dicho señor Maestro de Capilla travaja poco en la composición de villançicos pues aunque tenga letras nuevas, pone la musica de otros antiguos [...]». Ni siquiera la creación de nuevos villancicos consiguió evitar el desprestigio.
En junio de 1661 tuvo un enfrentamiento con el tenor de la capilla musical Antonio de Castro, «[...] ayer viernes por la noçhe se desconpuso con el señor Maestro de Capilla, y le desafió, y hirio en la cabeça. Y hubo efusion de sangre con muçha nota, y escandalo [...]». Y aunque parece que la culpa esta vez no era de Torres, ya que Castro era de «mala condición» y había tenido enfrentamientos frecuentes con otros miembros del coro, parece que la capilla no encontraba descanso. No sería el último enfrentamiento de Castro con Torres o con los otros miembros de la capilla, llegando el asunto incluso a juicio. Lo sorprendente del caso es que, cinco años más tarde Antonio de Castro ocuparía la cátedra de música de la Universidad de Salamanca.
En abril de 1664 Juan de Torres se casó por tercera vez, sin que haya noticias de su viudedad:

El señor Juan de Torres Maestro de Capilla desta Santa Yglesia pidió liçençia para tomar estado de casado. Y el Cabildo atendiendo a que lo hera cuando fue reçivido, en esta Santa Yglesia se la concedió.
Actas capitulares de la Catedral de Salamanca, 21 de abril de 1664

El 16 de diciembre de 1667 Francisco de Valderrama renunció a su mandato de enseñanza de los mozos del coro alegando enfermedad. En esta ocasión se levantó el castigo de Torres y recuperó los 50 ducados, pasando de nuevo a ser responsable de la educación de los mozos. Torres empleó mano firme, penas económicas e incluso castigos corporales, pero la rebeldía entre los miembros del coro no disminuyó y seguiría en los años siguientes.
Las desavenencias con el cabildo continuaron, esta vez por su exceso de libertad. Es probable que se atreviese a estrenar una obra sin que fuese revisada, por lo que se nombró a encomendados que supervisaban las letras. También por introducía músicos y cantores externos sin aprobación del cabildo, posiblemente para suplir la falta de disciplina de los miembros de su capilla.

[...] en que se acuerda que los señores Racioneros y demas musicos de la Capilla, en todo lo tocante a musica y fiestas esten a las ordenes y disposiçion de los señores Maestros de Capilla y de no lo haçer los puedan penar y multar conforme al exçeso o inobediencia = Y que acudan a todas las fiestas con la capilla o media capilla que les tocare o si no no acudan con ella a fiesta alguna llamados y pagados por los Mayordomos [...]
Actas capitulares de la Catedral de Salamanca, 17 de septiembre de 1674

En febrero de 1675 Torres fue nombrado de libre designación catedrático de música de la Universidad de Salamanca. Resulta sorprendente que a pesar de todos los conflictos, el cabildo metropolitano le respaldara en el nombramiento. Una de las condiciones para ser catedrático era poseer el título de bachiller, título que había conseguido en 1670, tras realizar del 67 al 70 los cursos necesario en el convento de San Jerónimo extramuros. Es muy probable que no pudiese acceder al cargo en 1669, cuando se nombró a Antonio de Castro, por no ser bachiller. La graduación de catedrático ocurrió con posterioridad a su nombramiento: primero de licenciado, después de doctor o maestro cuatro días después, todo en mayo de 1675. Los gastos se elevaron a una cantidad considerable, de la que el cabildo le prestó 7000 reales.
Un año más tarde, en mayo de 1676 el cabildo volvía a apercibirlo por «[...] el poco aprovechamiento de los muchachos Moços de choro en el canto a causa de algun descuido del Señor Maestro de Capilla [...]». Se le volvió a retirar la enseñanza del coro y el salario correspondiente de 50 ducados, responsabilidad que esta vez recaería en Domingo Pérez, capellán.

### Fallecimiento
En diciembre de 1676 Juan de Torres cayó enfermo, siendo sustituido por Antonio Brocarte, organista de la catedral. Se recuperó, pero estando mayor y enfermo, parece que no volvió a componer. En julio su enfermedad estaba tan avanzada, que se nombró de nuevo a Antonio Brocarte para que lo sustituyese. Un mes más tarde, el 6 de agosto de 1679 fallecía Juan de Torres Rocha. Se decidió enterrarle en la Catedral Vieja de Salamanca, a pesar de ser casado.
Hay una mención de un «Juan de Torres» como maestro de capilla de la Catedral de Jaca, que habría ejercido el cargo hasta 1677, posiblemente distinto del maestro de Salamanca.

## Obra
En el archivo de las catedrales de Zaragoza se conservan cuatro obras suyas:
- Salve Regina, a 7 voces y bajo continuo,
- Esta sí que es sementera, villancico del Corpus, a 6 voces y  bajo continuo,
- Qué quiere el hombre, villancico al Santísimo Sacramento, a 9 voces y bajo continuo,
- Arpón, que glorioso, villancico al Santísimo, a 4 voces, 2 violines y bajo continuo.

Una de sus obras más interesantes es la Misa parodia que ridiculiza la misa Prudentes Virgines de Alonso Lobo, a su vez una parodia del motete del mismo nombre de Francisco Guerrero.